# متلازمة إزالة العائق
متلازمة إزالة العائق عبارة عن حالة تبول هائل بعد معالجة  الفشل الكلوي الانسدادي   بالقسطرة البولية. 

## الفيزيولوجيا المرضية
هذه المتلازمة مسؤولة عن فقدان كبير للسوائل مما ينتج عنه الجفاف خارج الخلوي  . يمكن أن يؤدي هذا الجفاف  في الحالات القصوى ، إلى صدمة وفشل كلوي وظيفي حاد.

## العلاج
تتم معالجة متلازمة إزالة العائق عن طريق تصحيح الاضطرابات الكهرومائية ومراقبة المعاملات الثلاثة التالية   : حالة الترطيب ، إدرار البول وأيونوجرام الدم. 
يمّكن تصحيح الاضطرابات الشاردية للماء من ضمان إمدادات أملاح مناسبة عن طريق الحقن تبلغ حوالي 3 لترات ماء لكل 24 ساعة مرتبطة بالمشروبات الأخرى إذا كان المريض واعيًا.